# سیوری‌حصار
سیوری‌حصار (به ترکی استانبولی: Sivrihisar) شهری است در کشور ترکیه که در استان اسکی‌شهر واقع شده‌است. جمعیت این شهر بر اساس سرشماری سال ۲۰۰۸ میلادی ۱۰٬۰۸۰ نفر و بر اساس برآوردهای سال ۲۰۰۹ میلادی ۹٬۸۶۷ نفر می‌باشد.